# Skyreach
「Skyreach」（スカイリーチ）は、雨宮天の楽曲である。古屋真が作詞、伊藤翼が作曲を手掛けた。雨宮のデビューシングルとして2014年8月13日にMusicRay'nから発売された。雨宮によれば、タイトルは空へ手を伸ばすイメージと自身の名前の掛け合わせであるという。

## 音楽性
本曲は、テレビアニメ『アカメが斬る!』のオープニングテーマに起用された。ロック調のかっこいい曲であるため、雨宮自身レコーディング前は上手く表現できるか不安であったことを明かしている。一方歌い方は、必要に応じて歌詞を自分流にアレンジしており、ギターソロ直後のパートも落ち着いていると感じたため、Aメロからの歌い方を止めて優しい感じに変更したという。
PVは、女神をテーマとした「美しい天」、「かわいい天」、青を基調とした「かっこいい天」の3つのパートで構成されている。撮影時はPV初挑戦だったこともあり、歌詞を忘れるハプニングに見舞われた。

## シングルリリース
2014年8月13日にMusicRay'nから発売された。
販売形態は初回生産限定盤（SMCL-346/7）・通常盤（SMCL-348）・期間生産限定盤（SMCL-349）の3種リリースで、初回限定盤には本曲のPVおよびTV SPOTの15秒バージョンと30秒バージョンを収録したDVDが同梱されている。なおジャケットは、初回限定盤と通常盤は青い衣装を着た雨宮が、期間限定盤は同アニメのヒロインであるアカメのイラストが描かれている。
2曲目「夢空」は、明るく爽やかな曲であるが、「Skyreach」に比べ難易度が高かったため繊細な感情を表現して行ったという。ちなみに当曲のみレコーディングを何回かやり直したが、これは雨宮自身が体調を崩したことによる。なお雨宮はレコーディング時女性が歌うイメージを想像して行ったという。

## シングル収録内容
| #         | タイトル                   | 作詞      | 作曲      | 編曲      | ストリングスアレンジ | 時間  |
| --------- | -------------------------- | --------- | --------- | --------- | -------------------- | ----- |
| 1.        | 「Skyreach」               | 古屋真    | 伊藤翼    | 古川貴浩  |                      | 4:29  |
| 2.        | 「夢空」                   | Hanai     | 伊東大和  | 伊東大和  | 倉石一               | 4:28  |
| 3.        | 「Skyreach」(Instrumental) |           |           |           |                      | 4:27  |
| 合計時間: | 合計時間:                  | 合計時間: | 合計時間: | 合計時間: | 合計時間:            | 13:24 |

| #  | タイトル                            | 作詞 | 作曲・編曲 | 時間 |
| -- | ----------------------------------- | ---- | ---------- | ---- |
| 1. | 「Skyreach」(Music Clip)            |      |            | 4:53 |
| 2. | 「Skyreach」(TV SPOT 15sec + 30sec) |      |            |      |

## 参加アーティスト
| Skyreach - Guitar：PANTHER - Bass：NATCHIN - Drums：HIMAWARI | 夢空 - Drums：張替智広 - Bass：種子田健 - A.Guitar & E.Guitar：江口剛史 - Piano：扇谷研人 - Strings Arrange：倉石一 |

## チャート
| チャート（2014年）                | 最高位 |
| --------------------------------- | ------ |
| オリコン                          | 13     |
| Billboard JAPAN Hot 100           | 17     |
| Billboard JAPAN Hot Animation     | 4      |
| Billboard JAPAN Hot Singles Sales | 11     |
| サウンドスキャンジャパン          | 17     |